# Claire Bloom
Patricia Claire Bloom CBE (London, 1931. február 15. –) BAFTA-díjas angol színésznő.

## Élete és pályafutása
Edward Max Blume kereskedő és Elizabeth Grew lányaként született Londonban, Patricia Claire Blume néven. Amikor anyja feleségül ment Edward Bloom szobrászhoz, nemcsak a vezetéknevét fogadta el, hanem a későbbi Oscar-díjas John Bloom féltestvérévé is vált. Színi tanulmányait többek között Eileen Thorndike irányításával folytatta. 1946-ban Oxfordban lépett először színpadra, 1947-ben Londonban a Duchess Theatre-ben mutatkozott be. 1948-ban a Stratford on Avon Memorial Theatre-ben lépett fel Shakespeare-szerepekben, később a Globe-ban játszott. 1949-től szerepel filmekben. 1952–1954 között az Old Vic társulatának volt a tagja, ezáltal fellépett Londonban, New Yorkban, a chichesteri fesztiválon is. 1975 óta a Guidhall Zenei és Drámai Iskola tanára.
Mint hazája egyik legkiválóbb Shakespeare-színésznője emlékezetesen formálta meg a Lear királyban Cordelia alakját. Filmes hírnevét a Rivaldafény (1952) alapozta meg, amelyben Charlie Chaplin választotta partneréül. Képességeit a magyar közönség is megcsodálhatta a III. Richárdban (1955), ahol Laurence Olivier mellett ő személyesítette meg a tragikus sorsú Lady Annát. Az új angol színésznemzedék egyik legeredetibb, sokoldalú tehetsége. Az Anna Karenina (1961) tv-változatában a címszereplő volt.

## Magánélete

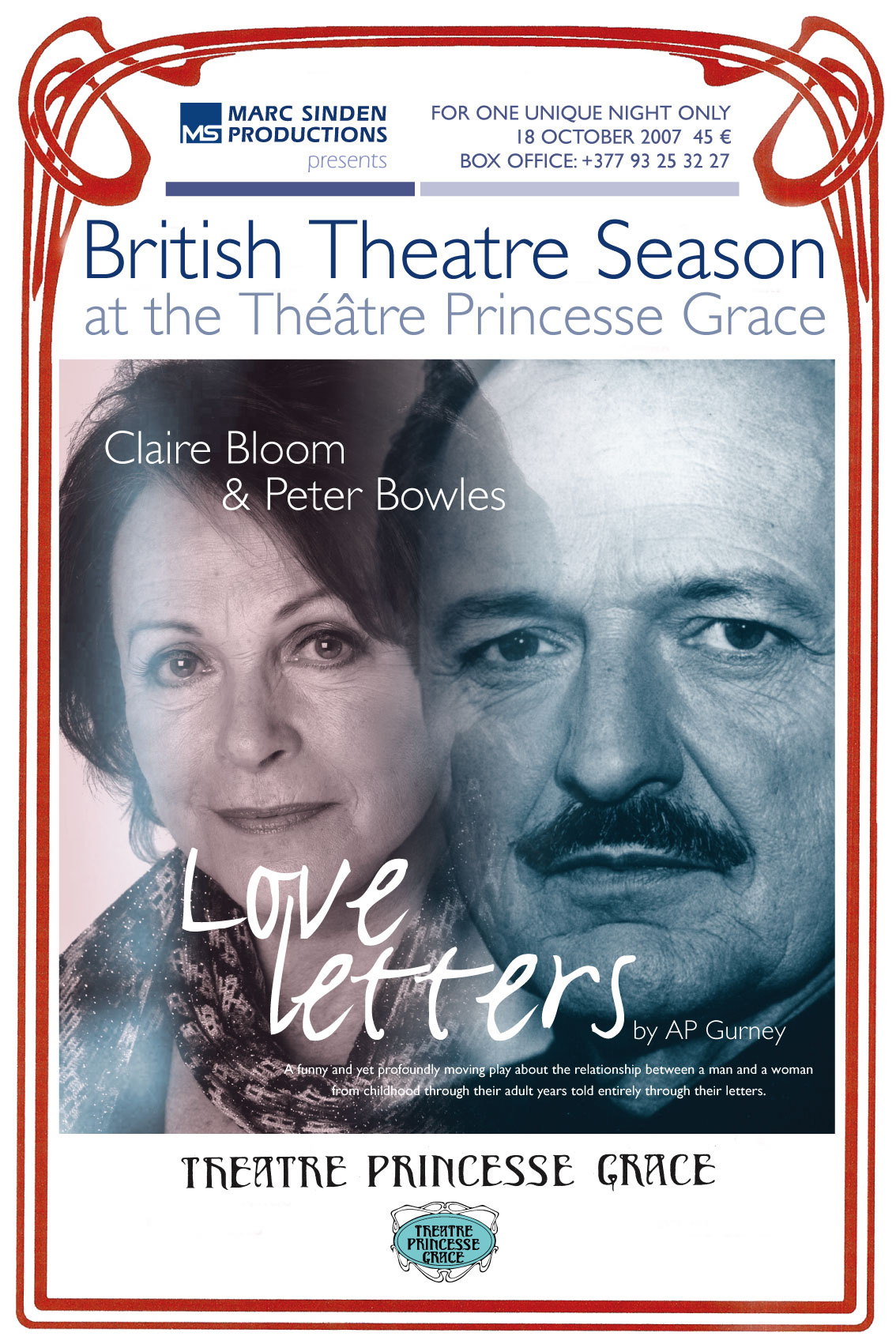

1959–1969 között Rod Steiger (1925–2002) amerikai színész volt a férje. 1969–1972 között Hillard Elkins (1929–2010) amerikai filmproducer, színész házastársa volt. 1990-ben kötött házasságot Philip Roth (1933–2018) íróval, mely 1995-ben ért véget.

## Filmográfia

### Film
| Év   | Magyar cím                                  | Eredeti cím                                  | Szerep                            | Magyar hang        |
| ---- | ------------------------------------------- | -------------------------------------------- | --------------------------------- | ------------------ |
| 1948 |                                             | The Blind Goddess                            | Mary Dearing                      |                    |
| 1952 | A király és a madár                         | The King and the Mockingbird                 | pásztorlány (angol hangja)        |                    |
| 1952 | Rivaldafény                                 | Limelight                                    | Thereza                           |                    |
| 1953 |                                             | Innocents in Paris                           | Susan                             |                    |
| 1953 |                                             | The Man Between                              | Susanne Mallison                  |                    |
| 1955 | III. Richárd                                | Richard III                                  | Neville Anna                      |                    |
| 1956 | Nagy Sándor, a hódító                       | Alexander the Great                          | Bászine                           | Bánsági Ildikó     |
| 1956 | Nagy Sándor, a hódító                       | Alexander the Great                          | Bászine                           | Kisfalvi Krisztina |
| 1958 | A Karamazov testvérek                       | The Brothers Karamazov                       | Kátya                             | Gubás Gabi         |
| 1958 | A kalóz                                     | The Buccaneer                                | Bonnie Brown                      |                    |
| 1959 | Dühöngő ifjúság                             | Look Back in Anger                           | Helena Charles                    | Szegedi Erika      |
| 1959 | Dühöngő ifjúság                             | Look Back in Anger                           | Helena Charles                    | Györgyi Anna       |
| 1960 | Sakknovella                                 | Schachnovelle                                | Irene Andreny                     |                    |
| 1962 | Igaz mese a Grimm testvérekről              | The Wonderful World of the Brothers Grimm    | Dorothea Grimm                    | Fazekas Zsuzsa     |
| 1962 |                                             | The Chapman Report                           | Naomi Shields                     |                    |
| 1963 |                                             | 80,000 Suspects                              | Julie Monks                       |                    |
| 1963 | A ház hideg szíve                           | The Haunting                                 | Theodora                          |                    |
| 1963 |                                             | Il maestro di Vigevano                       | Ada                               |                    |
| 1964 |                                             | Alta infedeltà                               | Laura                             |                    |
| 1964 | Az erőszak                                  | The Outrage                                  | feleség                           | Solecki Janka      |
| 1965 | A kém, aki a hidegből jött                  | The Spy Who Came in from the Cold            | Nan Perry                         | Kisfalvi Krisztina |
| 1965 | A kém, aki a hidegből jött                  | The Spy Who Came in from the Cold            | Nan Perry                         | Hámori Eszter      |
| 1968 | Charly – Virágot Algernonnak                | Charly                                       | Alice Kinnian                     | Kovács Nóra        |
| 1968 | Charly – Virágot Algernonnak                | Charly                                       | Alice Kinnian                     | Menszátor Magdolna |
| 1969 |                                             | The Illustrated Man                          | Felicia                           |                    |
| 1969 | Lány az országútról                         | Three into Two Won't Go                      | Frances Howard                    |                    |
| 1971 |                                             | A Severed Head                               | Honor Klein                       |                    |
| 1971 |                                             | Red Sky at Morning                           | Ann Arnold                        |                    |
| 1973 | Babaház                                     | A Doll's House                               | Nora Helmer                       | Bodnár Erika       |
| 1973 | Babaház                                     | A Doll's House                               | Nora Helmer                       | Vándor Éva         |
| 1977 | Szigetek az áramlatban                      | Islands in the Stream                        | Audrey                            | Andai Györgyi      |
| 1981 | Titánok harca                               | Clash of the Titans                          | Héra                              | Menszátor Magdolna |
| 1985 | Déjá vu                                     | Déjà Vu                                      | Eleanor Harvey                    | Simorjay Emese     |
| 1987 | Sammy-t és Rosie-t ágyba viszik             | Sammy and Rosie Get Laid                     | Alice                             |                    |
| 1989 | Bűnök és vétkek                             | Crimes and Misdemeanors                      | Miriam Rosenthal                  | Tóth Judit         |
| 1989 | Bűnök és vétkek                             | Crimes and Misdemeanors                      | Miriam Rosenthal                  | Győry Franciska    |
| 1991 | A hercegnő és a kobold                      | The Princess and the Goblin                  | Irene, Angelika ükmamája (hangja) | Kállay Ilona       |
| 1995 | Veszett kutyák és angolok                   | Mad Dogs and Englishmen                      | Liz Stringer                      |                    |
| 1995 | Hatalmas Aphrodite                          | Mighty Aphrodite                             | Mrs. Sloan                        |                    |
| 1996 | Daylight – Alagút a halálba                 | Daylight                                     | Eleanor Trilling                  | Szabó Éva          |
| 1998 |                                             | Wrestling WIth Alligators                    | Lulu Fraker                       |                    |
| 2002 |                                             | The Book of Eve                              | Eva Smallwood                     |                    |
| 2003 |                                             | The Republic of Love                         | Onion                             |                    |
| 2003 | Charlie: Charles Chaplin élete és művészete | Charlie: The Life and Art of Charles Chaplin | önmaga                            |                    |
| 2003 | Álmaimban Argentína                         | Imagining Argentina                          | Sara Sternberg                    | Dallos Szilvia     |
| 2004 | Daniel és a szuperkutyák                    | Daniel And The Superdogs                     | Claire Martin                     |                    |
| 2006 |                                             | Kalamazoo?                                   | Eleanor                           |                    |
| 2010 | A király beszéde                            | The King's Speech                            | Mária brit királyné               | Kassai Ilona       |
| 2012 |                                             | And While We Were Here                       | Eves nagymama                     |                    |
| 2016 |                                             | Max Rose                                     | Eva Rose                          |                    |
| 2018 |                                             | Miss Dalí                                    | Maggie                            |                    |

### Televízió

#### Tévéfilm
| Év   | Magyar cím                             | Eredeti cím                                       | Szerep                  | Magyar hang        |
| ---- | -------------------------------------- | ------------------------------------------------- | ----------------------- | ------------------ |
| 1961 |                                        | Anna Karenina                                     | Anna Karenina           |                    |
| 1962 | Üvöltő szelek                          | Wuthering Heights                                 | Cathy                   | Domján Edit        |
| 1967 |                                        | Soldier in Love                                   | Anna királyné           |                    |
| 1973 |                                        | The Going Up of David Lev                         | Hannah                  |                    |
| 1976 |                                        | In Praise of Love                                 | Lydia Cruttwell         |                    |
| 1980 | Hamlet, dán királyfi                   | Hamlet                                            | Gertrude                | Zolnay Zsuzsa      |
| 1982 | Cymbeline                              | Cymbeline                                         | királyné                | Földi Teri         |
| 1983 | Külön asztalok                         | Separate Tables                                   | Miss Cooper             |                    |
| 1985 | Florence Nightingale                   | Florence Nightingale                              | Fanny Nightingale       | Császár Angela     |
| 1985 |                                        | Time and the Conways                              | Mrs. Conway             |                    |
| 1985 |                                        | Promises to Keep                                  | Sally                   |                    |
| 1986 |                                        | Ann and Debbie                                    | Debbie                  |                    |
| 1986 |                                        | Shadowlands                                       | Joy Davidman            |                    |
| 1988 |                                        | Beryl Markham: A Shadow on the Sun                | Lady Delamere           |                    |
| 1989 | A Lady és az útonálló                  | The Lady and the Highwayman                       | Lady Emma Darlington    | Menszátor Magdolna |
| 1992 | Nyomozás magánügyben                   | It's Nothing Personal                             | Evelyn Whitloff         |                    |
| 1992 | Miss Marple: A kristálytükör meghasadt | Miss Marple: The Mirror Crack'd from Side to Side | Marina Gregg            | Tímár Éva          |
| 1993 | Emlék                                  | Remember                                          | Anne Devereaux Rawlings | Győry Franciska    |
| 1995 |                                        | A Village Affair                                  | Cecily Jordan           |                    |
| 1997 |                                        | What the Deaf Man Heard                           | Mrs. Tynan              |                    |
| 2000 | A tegnap gyermekei                     | Yesterday's Children                              | Maggie                  |                    |
| 2000 |                                        | Love and Murder                                   | Nina Love               |                    |

#### Sorozat
| Év        | Magyar cím                          | Eredeti cím                   | Szerep                     | Megjegyzések                                                         |
| --------- | ----------------------------------- | ----------------------------- | -------------------------- | -------------------------------------------------------------------- |
| 1952      |                                     | BBC Sunday Night Theatre      | Martine                    | 1 epizód                                                             |
| 1955–1957 |                                     | Producers' Showcase           | Roxane / Kleopátra / Júlia | 3 epizód                                                             |
| 1957      |                                     | Goodyear Television Playhouse | Rose                       | 1 epizód                                                             |
| 1957      |                                     | Robert Montgomery Presents    | Viktória királynő          | 1 epizód                                                             |
| 1958      |                                     | Shirley Temple's Storybook    | Beauty                     | 1 epizód                                                             |
| 1959      |                                     | Playhouse 90                  | Hypatia                    | 1 epizód                                                             |
| 1979      |                                     | Backstairs at the White House | Edith Bolling Galt Wilson  | minisorozat (2 epizód)                                               |
| 1981      | Utolsó látogatás                    | Brideshead Revisited          | Lady Marchmain             | minisorozat (6 epizód)                                               |
| 1984      |                                     | Ellis Island                  | Rebecca Weiller            | minisorozat (3 epizód)                                               |
| 1986      |                                     | The Theban Plays by Sophocles | Jocasta                    | 1 epizód                                                             |
| 1986      | Őrizd az álmot!                     | Hold the Dream                | Edwina, Lady Dunvale       | - minisorozat (1 epizód) - magyar hangja: - Bessenyei Emma           |
| 1987      |                                     | Queenie                       | Vicky Kelly                | minisorozat (2 epizód)                                               |
| 1987      |                                     | Intimate Contact              | Ruth Gregory               | minisorozat (4 epizód)                                               |
| 1991      | Kamillavirágos pázsit               | The Camomile Lawn             | idősebb Sophy              | 5 epizód                                                             |
| 1994–1995 |                                     | As The World Turns            | Orlena Grimaldi            | 5 epizód                                                             |
| 1997      |                                     | Family Money                  | Fran Pye                   | 4 epizód                                                             |
| 2004      | Esküdt ellenségek: Bűnös szándék    | Law & Order: Criminal Intent  | Marion Whitney             | 1 epizód                                                             |
| 2005      | Tízparancsolat                      | The Ten Commandments          | Rani                       | minisorozat (2 epizód)                                               |
| 2005–2022 | Doc Martin                          | Doc Martin                    | Margaret Ellingham         | 5 epizód                                                             |
| 2006      | Agatha Christie: Marple             | Agatha Christie's Marple      | Ada néni                   | - 1 epizód (Balhüvelykem bizsereg…) - magyar hangja: - Halász Aranka |
| 2008      |                                     | New Tricks                    | Helen Brownlow             | 1 epizód                                                             |
| 2009–2010 | Ki vagy, doki?: Az idő végzete 1-2. | Doctor Who: The End of Time   | A nő                       | - 2 epizód - magyar hangja: - Földi Teri                             |
| 2010      |                                     | The Bill                      | Jill Peters                | 1 epizód                                                             |
| 2013      | Baleseti sebészet                   | Casualty                      | Helen Barber               | 1 epizód                                                             |
| 2015      | Kisvárosi gyilkosságok              | Midsomer Murders              | Matilda Stowe              | 1 epizód                                                             |
| 2019      |                                     | Summer of Rockets             | Mary néni                  | minisorozat (6 epizód)                                               |

## Színházi szerepei
- William Shakespeare: János király... Blanch
- William Shakespeare: Hamlet... Ophelia
- William Shakespeare: Téli rege... Perdita
- William Shakespeare: Romeo és Julia... Julia
- William Shakespeare: A velencei kalmár... Jessica
- William Shakespeare: Minden jó, ha vége jó... Helena
- William Shakespeare: Vízkereszt... Viola
- William Shakespeare: Coriolanus... Virgilia
- William Shakespeare: Vihar... Miranda

## Művei
- Limelight and After (1982)
- Leaving A Doll's House: A Memoir (1996)

## Díjai
- BAFTA-díj a legígéretesebb elsőfilmes főszereplőnek (1953) Rivaldafény
- BAFTA-díj (1986) Shadowlands